# Nemeșești, Timiș
Nemeșești este un sat în comuna Margina din județul Timiș, Banat, România. Aparține de comuna Margina și are o populație de 81 locuitori (2002).

## Localizare
Se situează în extremitatea estică a județului Timiș, la poalele Dealurilor Fragulea, la o distanță de circa 12 km est de orașul Făget. Prin hotarul de sud al satului trece calea ferată Lugoj-Ilia. În trecut, la stația Nemeșești se adăuga o a doua locomotivă cu abur la trenurile ce mergeau spre Ilia, pentru a putea urca dealurile care urmează pe traseu.

## Descriere

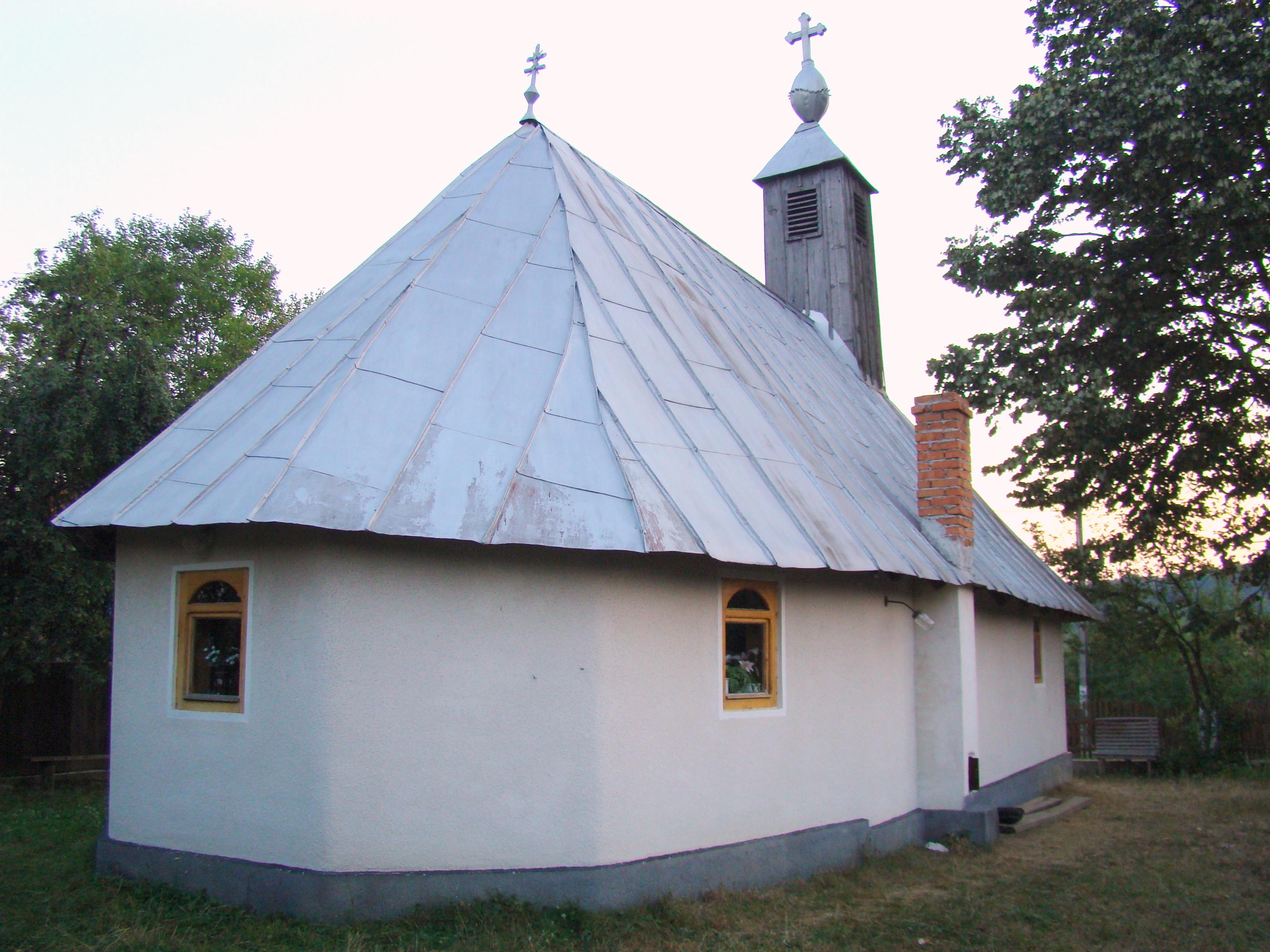
Biserica de lemn din Nemeşeşti, monument istoric

Localitatea Nemeșești face parte dintre satele înșiruite de-a lungul unui drum care aici urcă în pantă, mărginit de laturi neregulate cu gospodării înșiruite sau distanțate. Biserica de lemn din sat, contruită în 1798, este declarată monument istoric.
Flora spontană cuprinde plante medicinale - piciorul cocoșului, coada calului, tătăneasă, brânca ursului (varietatea transylvanicum), fructe de pădure - mure, zmeură, ciuperci comestibile: ghebe, mânătarcă, roșioare, cuci, barba caprei (creasta cocoșului). Fauna: mistrețul, căprioara, iepurele sălbatic, fazanul.
In mijlocul satului se află un copac de aproximativ 25 de metri, ca specie- păr, despre care bătrânii 
satului spun că tot așa mare era și pe când erau ei copii.

## Istorie

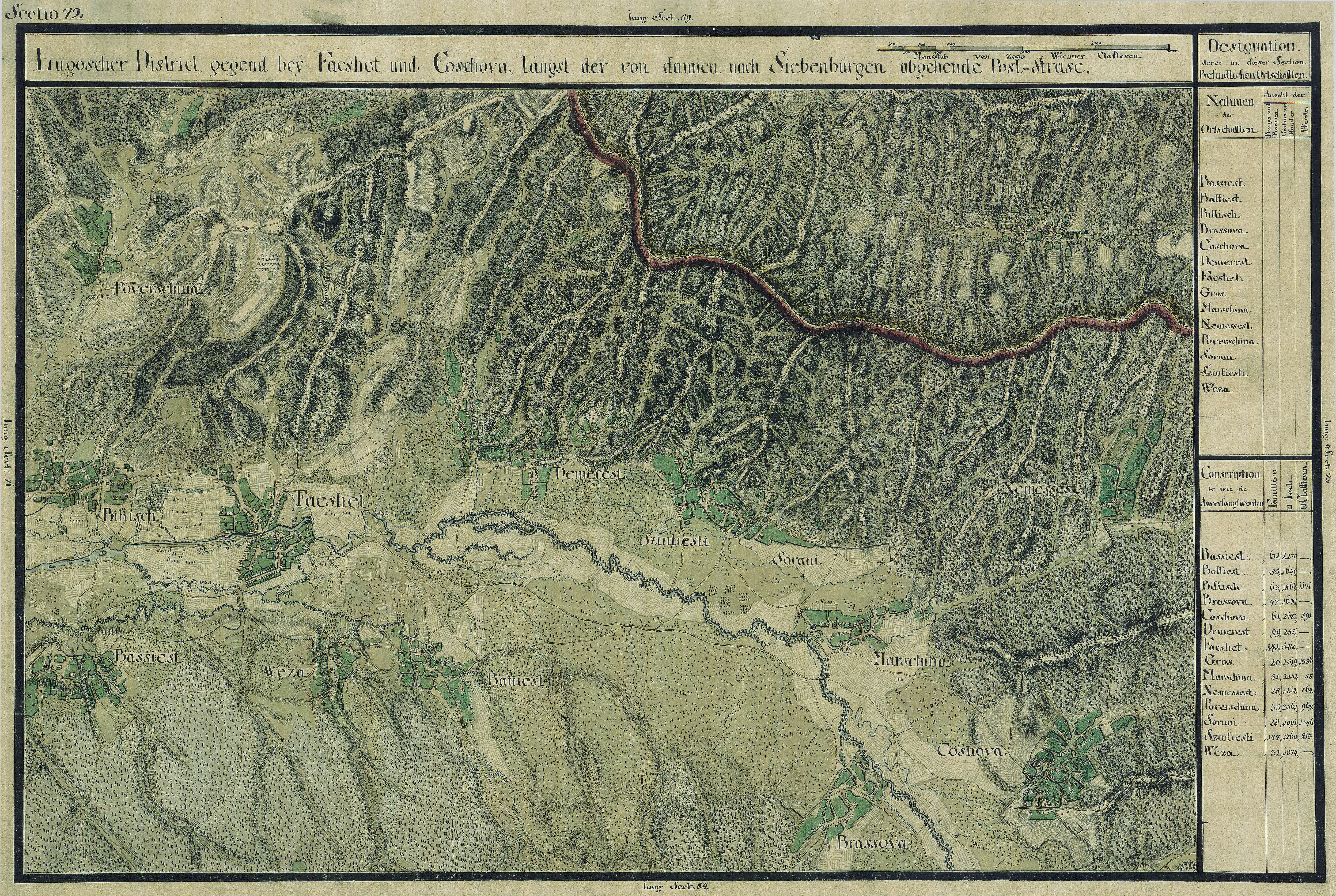
Nemeşeşti în Harta Iosefină a Banatului, 1769-72

Istoricul Nemeșeștilor începe din evul mediu. Satul este aminitit pentru prima dată într-un document de la 1427 când proprietar al moșiei Nemeșești devine un anume nobil Albert Nagymihalyi împreună cu fii săi. Primul nume atestat era Nemche. În 1597, Sigismund Bathory o donează lui Ștefan Török și intră în componența județului Hunedoara. Numele său era Nemesest sau Nemesesth. De-a lungul timpului satul trece în posesia mai multor nobili maghiari. Marsigli nu menționează localitatea în însemnările sale de la 1680-1700, însă conscripția de la 1717 o amintește cu 10 camere, în districtul Făget, cu numele Nemiste. Prefixul -ești demonstrează o prezență românească timpurie. De altfel, satul este tot timpul atestat ca sat valah și a fost în ultimele secole locuit numai de români. Biserica de lemn, monument istoric, datează din 1798.

## Evoluția populației
De-a lungul timpului, populația satului a evoluat astfel:
În componența sa intră români, lipoveni, romi. Apartenența religioasă: creștin-ortodocși și neoprotestanți.